# Jon Turteltaub

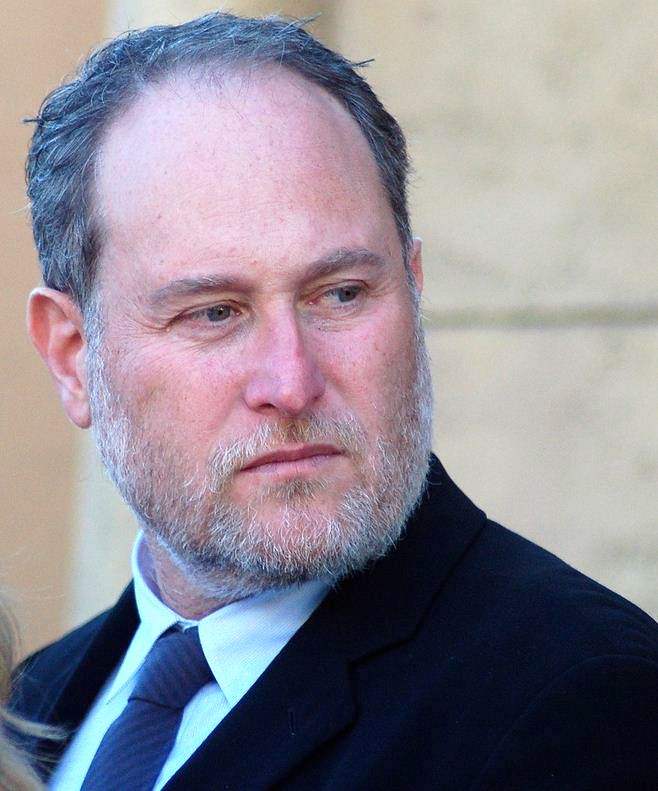
Jon Turteltaub (2013)

Jonathan Charles Turteltaub (* 8. August 1963 in New York City) ist ein US-amerikanischer Filmregisseur und Fernseh- und Filmproduzent.
Turteltaub ist der Sohn des Filmproduzenten Saul Turteltaub, machte seinen Abschluss an der Wesleyan University und inszeniert unterschiedliche Genres, wie Drama, romantische Komödie und Actionfilm. Er ist Mitglied bei Scientology.
Turteltaub gab sein Debüt als Regisseur mit der Komödie Highway Chaoten im Jahr 1990. Zunächst folgten einige weitere Komödien, ab Phenomenon – Das Unmögliche wird wahr (1996) widmete er sich auch anderen Genres. Ab Ende der 1990er Jahre wandte sich Turteltaub auch der Filmproduktion zu. Als Ausführender Produzent war er zudem an den Fernsehserien Jericho – Der Anschlag (2006–2008), Harper’s Island (2009) und Common Law (2012) beteiligt. Bei einigen Folgen dieser Serie übernahm er auch die Regie.

## Filmografie (Auswahl)
- 1990: Highway Chaoten (Think Big)
- 1991: Trabbi goes to Hollywood
- 1992: 3 Ninja Kids (3 Ninjas)
- 1993: Cool Runnings (Cool Runnings)
- 1995: Während Du schliefst (While You Were Sleeping)
- 1996: Phenomenon – Das Unmögliche wird wahr (Phenomenon)
- 1999: Instinkt (Instinct)
- 2000: The Kid (The Kid)
- 2004: Das Vermächtnis der Tempelritter (National Treasure)
- 2006: Jericho – Der Anschlag (Serie)
- 2007: Das Vermächtnis des geheimen Buches (National Treasure: Book of Secrets)
- 2009: Harper’s Island (Serie)
- 2010: Duell der Magier (The Sorcerer’s Apprentice)
- 2012: Common Law (Serie)
- 2013: Last Vegas
- 2018: Meg (The Meg)